# Carl Eric Almgren

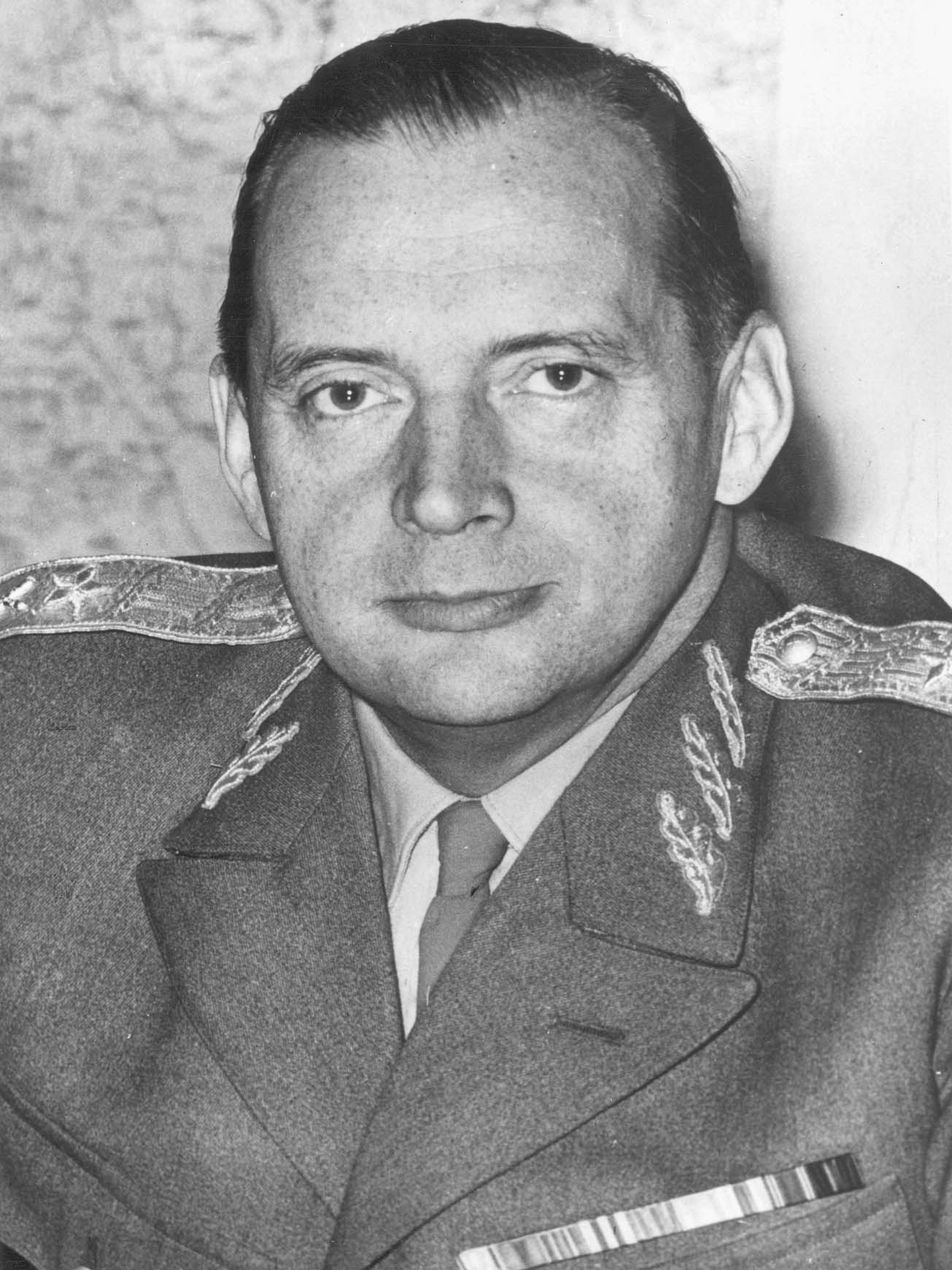
Carl Eric Almgren (1969)

Carl Eric Almgren (* 4. März 1913 in Linköping, Östergötlands län; † 20. Mai 2001 in Täby, Stockholms län) war ein schwedischer Offizier des Heeres (Armén), der zuletzt als Generalleutnant (Generallöjtnant) zwischen 1969 und 1976 Chef des Heeres (Chef för Armén) war. Mit seiner Versetzung in den Ruhestand wurde er 1976 noch zum General ernannt.

## Leben
Carl Eric Almgren, Sohn von Hauptmann Carl Almgren und dessen Ehefrau Esther Tell, legte 1934 das Offiziersexamen ab und war zwischen 1939 und 1940 stellvertretender Militärattaché für das Baltikum an den Auslandsvertretungen in Estland, Lettland und Litauen. Er war von 1941 bis 1943 Absolvent der Kriegshochschule KHS (Krigshögskolan) und war daraufhin zwischen 1943 und 1945 Sekretär des Ausbildungsausschusses für Armeeoffiziere (Arméns officersutbildningskommitté) sowie zugleich militärischer Mitarbeiter der Tageszeitung „Stockholms-Tidningen“. Danach wurde er 1945 als Hauptmann (Kapten) in den Generalstab sowie 1949 zum Infanterieregiment I 21 (Västernorrlands regemente) versetzt. Er besuchte zwischen 1951 und 1953 einen Kurs für höhere Verteidigungsstudien, aus dem 1952 die Verteidigungshochschule FHS (Försvarshögskolan) in Stockholm hervorging. Im Anschluss war er von 1952 bis 1954 erneut militärischer Mitarbeiter von „Stockholms-Tidningen“ sowie zwischen 1953 und 1957 Leiter einer Abteilung im Verteidigungsstab (Försvarsstaben) und wurde in dieser Verwendung 1955 zum Oberstleutnant (Överstelöjtnant) befördert, woraufhin er 1957 zum Infanterieregiment I 14 (Hälsinge regemente) versetzt wurde. Nach seiner Beförderung zum Oberst (Överste) wurde er 1960 Kommandeur des Feldjägerregiments I 5 (Jämtlands fältjägarregemente).

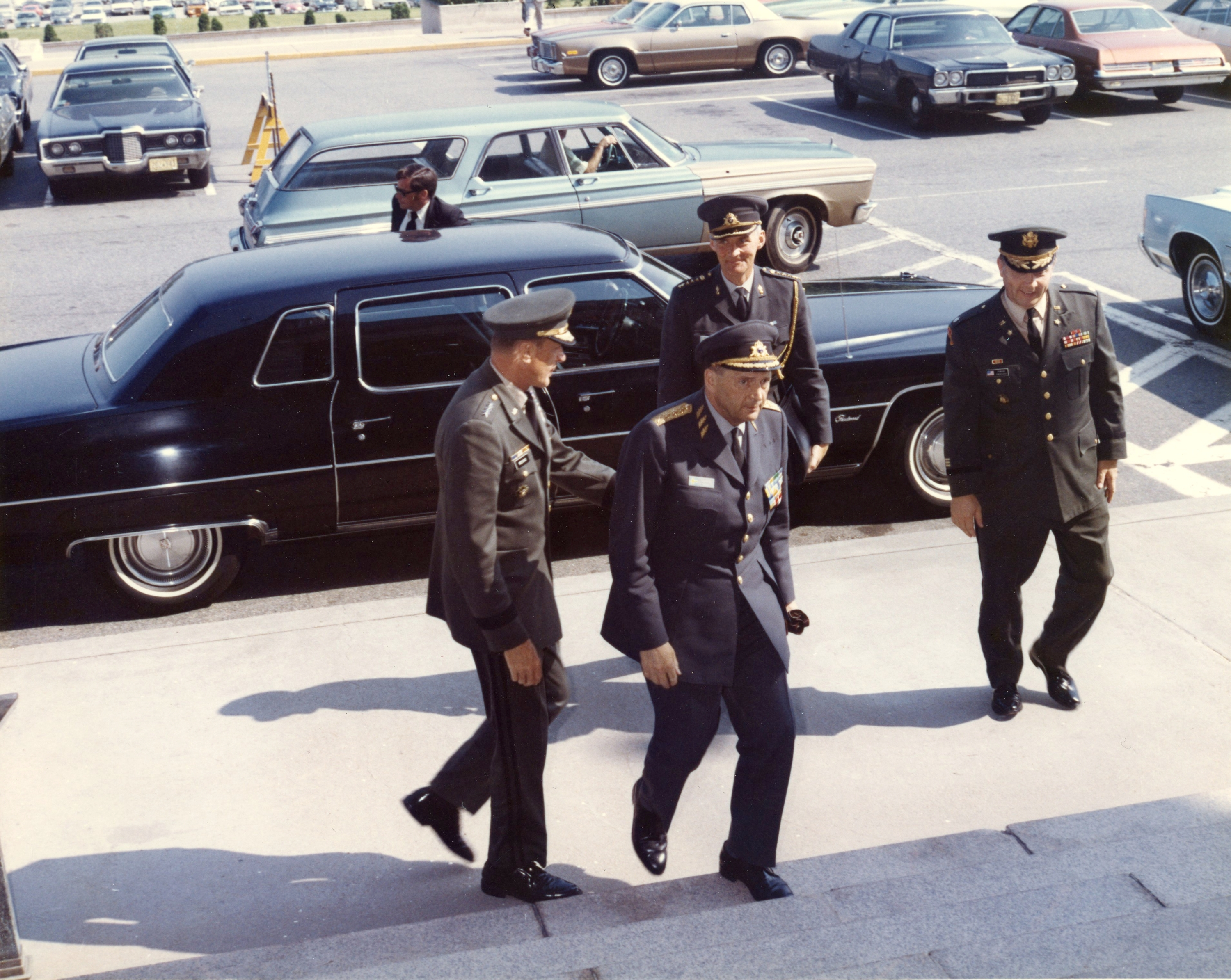
Generalleutnant Almgren (2.v.l.) bei einem Besuch in den USA (Mai 1975).

1961 wurde Almgren zum Generalmajor befördert und wurde als Nachfolger von Generalmajor Curt Göransson Chef des Verteidigungsstabes (Chef för försvarsstaben). Er behielt diesen Posten bis zu seiner Ablösung durch Generalmajor Stig Synnergren 1967 und wurde als solcher 1966 zum Generalleutnant (Generallöjtnant) befördert. Als Nachfolger von Generalleutnant Gustav Åkerman übernahm er 1967 die Posten als Militärischer Befehlshaber des Östlichen Militärbezirks (Östra militärområdet) und in Personalunion auch Oberkommandierender von Stockholm. Diese Funktionen behielt er bis 1969 und wurde daraufhin von Generalleutnant Ove Ljung abgelöst.
Zuletzt übernahm Generalleutnant Carl Eric Almgren 1969 wiederum von Generalleutnant Curt Göransson das Amt als Chef des Heeres (Chef för Armén) und behielt dieses bis zu seinem Eintritt in den Ruhestand, woraufhin Generalleutnant Nils Sköld seine Nachfolge antrat. Mit seiner Versetzung in den Ruhestand wurde er 1976 noch zum General ernannt. 
Almgren war Ritter des Wasaordens sowie des Schwertordens und wurde zudem 1968 Kommandeur mit Großkreuz des Schwertordens. Er heiratete 1938 Lisa Salomonsson (1910–1988), Tochter des Fabrikanten Anton Salomonsson und dessen Ehefrau Edla Sköld.

## Veröffentlichungen
- Det andra världskrigets historia, („Geschichte des Zweiten Weltkriegs“), Mitautor, 1948–1949
- De möderne våben og deres indflydelse på strategien, („Moderne Waffen und ihr Einfluss auf die Strategie“), 1956,
- Atlantpakten under tio år, („Der Atlantikpakt seit zehn Jahren“), Mitautor Yngve Lorents, 1959
- Kampen om Skåne, („Der Kampf um Skåne“), 1983
- Lottorna i försvarets tjänst, („Die Lotterien im Dienste der Verteidigung“), 1984
- Fortifikationen 350 år 1635-1985, („350 Jahre Festungen 1635–1985“), 1986